# Ђ
Ђ (kleingeschrieben ђ, IPA-Aussprache ʥ) ist der sechste Buchstabe des kyrillischen serbischen Alphabets. Er wurde von Vuk Stefanović Karadžić (1787–1864) eingeführt und entspricht dem mazedonischen Ѓ. Der entsprechende Buchstabe in serbischer Lateinschrift ist Đ, đ.